# Szabotőr
 Nem tévesztendő össze Hitchcock 1936-os Szabotázs című filmjével.
A Szabotőr (eredeti cím: Saboteur) 1942-ben bemutatott fekete-fehér kémfilm. Rendező Alfred Hitchcock.

## Cselekménye
Helyszín az Amerikai Egyesült Államok a második világháború idején.
Egy amerikai repülőgépgyárban, Glendale-ben (Kalifornia) robbanás és tűz üt ki, amit szabotázs okozott. Az elkövetéssel a gyár egyik dolgozóját, Barry Kane-t (Cummings) vádolják, akinek a barátja a tűzben meghalt. A poroltó, amit Kane a barátja kezébe adott, benzinnel volt feltöltve. Ő azonban a poroltót egy Fry nevű embertől vette át, akivel korábban az étkezőbe menet ütköztek egymásba. Fry elejtette a leveleit és némi készpénzt, ami százdollárosokból állt. A rendőrségi kihallgatások során kiderül, hogy a gyárban nem dolgozik Fry nevű munkás, így az első számú gyanúsított Barry Kane lesz.
Kane elmegy a barátja anyjához, hogy együttérzéséről biztosítsa, de hamarosan menekülnie kell, mert a rendőrök keresik. Kane elhatározza, hogy elkapja barátja gyilkosát és tisztázza magát a vádak alól. Mivel a borítékon, amit Fry elejtett, el a tudta olvasni a címet, elhatározza, hogy odamegy. Autóstoppal utazik, egy jókedvű teherautó-sofőr egészen a megadott Deep Springs Ranch tanyáig viszi, ami Central Valley-ben van, Kaliforniában.
A ranch tulajdonosa, Charles Tobin tiszteletre méltó ősz hajú úriember, aki a kislányunokájával játszik. Állítása szerint nem ismeri Fry-t, de amikor elmegy valamiért, a gyerek a nagypapa zakójának zsebéből egy halom levelet húz elő, amiken többször szerepel Fry neve, és Kane-nek egy táviratot is sikerül elolvasnia, amiben Fry megadja új tartózkodási helyét: Soda City. Charles Tobin észreveszi, hogy Kane tudomást szerzett a levelekről és most már a kedvesség álcája nélkül közi vele, hogy értesítette a rendőrséget. Amikor Kane távozni akar, a házvezetőnő pisztolyt szegez rá, ezért Kane felkapja a hátára a gyereket, majd kissé távolabb elereszti és felugrik egy lóra. Azonban Tobin emberei lasszóval elkapják és átadják a civil ruhás rendőröknek.
Egy hídon egy teherautó kereket cserél, ezért nem tudnak tovább menni. Kane kihasználja az alkalmat, és mivel egyik irányban sem tud menekülni, megbilincselt kézzel beugrik a folyóba. Az egyik üldözőjét belerántja a vízbe. A teherautó-sofőr ugyanaz az ember, aki jó darabig fuvarozta. Most is segít rajta, kiáltozni kezd, hogy látja a vízbe esett alakot, ezért a többi rendőr a saját társuk után indul, Kane ezalatt kimászik a vízből.
Az erdőben egy magányosan álló házhoz érkezik, aminek belsejében egy farkaskutya erősen ugat. A gazdája barátságosan fogadja Kane-t, a kandallóhoz küldi szárítkozni és enni ad neki. Közben kiderül, hogy a házigazda vak. Nemsokára megérkezik hozzá az unokahúga, aki az út menti reklámplakátokon szereplő modell, Patricia "Pat" Martin. Nagybátyja megkéri a lányt, hogy vigye el Kane-t a helyi kovácshoz (Kane bemutatkozáskor más nevet mondott), akit jól ismer, hogy vegye le a fiúról a bilincset. Patricia kelletlenül beleegyezik, és útközben kiderül, hogy a rendőrségre akarja vinni a fiút. Kane megtámadja a lányt, majd amikor az autó lerobban és a lány kiszáll, hogy az országúton a többi autóstól segítséget kérjen, Kane a motor egyik ventilátorával elvágja a kezén lévő bilincset, éppen amikor egy autó megáll mellettük. Kane betuszkolja a lányt az autóba. A másik autó idős utasai romantikus civódásnak fogják fel a dolgot.
Éjszaka leülnek pihenni az út mellett, amikor egy lassú autókaravánt látnak, a Russell Bros. cirkusz kocsijait. Kane felugrik az utolsó kocsira, majd amikor a lányt azzal ijesztgeti, hogy a sivatagban többféle kígyó is van, a lány is felugrik a kocsira. A cirkuszosok vegyesen fogadják a potyautasokat, majd szavazás után szállást adnak nekik éjszakára. Patricia a cirkuszosok érvelését elfogadva bízni kezd Kane ártatlanságában. Reggel Kane és Patricia leszállnak és hamarosan megérkeznek Soda City-be, ami egy kihalt bányászváros, ahol senki sem lakik. Az egyik házban kör alakú lyukat fedeznek fel a falon, majd egy állványt és a hozzá való távcsövet is, amivel a lyukon kinézve a Hoover-gátat lehet látni. Amikor hangokat hallanak, Kane a szomszéd helyiségbe küldi a lányt, ő maga pedig az érkező két férfinak egy újságcikk alapján azt a látszatot kelti, hogy ő követte el a repülőgépgyári robbantást, emiatt a rendőrség üldözi és nekik az a dolguk, hogy elbújtassák őt. Mindketten gyanakodva fogadják, végül a szemüveges férfi magával viszi a kocsiján. Útközben elmondja neki, hogy a Hoover-gát látja el Los Angeles villamos fogyasztásának 75%-át. Nyilvánvalóvá válik, hogy a két idegen által egyszerűen „cég”-nek nevezett szervezet fel akarja robbantani a gátat. A szabotőrök New Yorkba viszik Kane-t, ahol azt tervezik, hogy egy brooklyni hadikikötőben felrobbantják az éppen átadandó legújabb amerikai hadihajót, a USS Alaská-t. Kane-t egy estélyre viszik, ahol egy tekintélyes, gazdag hölgy álcázásképpen jótékonysági estet ad.
Eközben Patricia Martin, akit megtévesztett Kane „vallomása” a bányászvárosban, a helyi seriffhez fordul, aki azonban szintén kapcsolatban áll a szabotőrökkel, ezért nem továbbítja Patricia vallomását. Patriciát a szabotőrök fogva tartják és New Yorkba viszik. A jótékonysági esten találkoznak a házigazda hölgy egyik szobájában, ahol az összeesküvők megbeszélést tartanak. Miközben Kane megpróbál jelezni a lánynak egy könyv címére mutatva, hogy meneküljön, Tobin megérkezik, és leleplezi Kane-t, mint az összeesküvés ellenségét. Kane és Patricia megpróbálnak a táncoló vendégek közé vegyülni és azoktól segítséget kérni, de senki sem veszi őket komolyan. Kimenni nem tudnak, mert a bejáratokat őrzik, végül Patriciát elfogják, így Kane kénytelen engedelmeskedni nekik. Kane-t leütik és egy pincébe zárják, Patriciát pedig a Rockefeller Center egyik irodájában tartják fogva, ahol pénzért ellátást kap. Patricia rúzzsal üzenetet ír egy papírlapra (amin közli, hogy fogva tartják, és hogy fénnyel jelezni fog), amit kidob az ablakon. A papírt négy taxisofőr találja meg, akik az FBI-nak továbbítják. Az FBI kiszabadítja Patriciát. Kane egy gyufával beindítja a tűzoltóberendezést, és a zűrzavarban kimenekül az épületből (ő végig az idős hölgy otthonában volt). Kane a brooklyni hadikikötőhöz megy taxival. A kikötői rendőrségnek bejelentést akar tenni, de nem várja meg, hogy bejusson a parancsnokhoz. Egy tévés közvetítőkocsiban észreveszi Fry-t, akit idáig üldözött. Verekedni kezdenek, Fry ellenáll, és meg akarja nyomni a robbantást elindító gombot, ami sikerül is neki, de a hajó addigra elindult, így a robbanás nem tesz kárt benne. Fry egy pisztollyal sakkban tartja Kane-t, és a kocsival magukkal viszik a Rockefeller Centerhez. Ott azonban az FBI vár rájuk, így tűzharc tör ki. Fry elmenekül egy mozielőadó termen keresztül, ahol a nézők egy bűnügyi filmet néznek. Fry a hatalmas vászon előtt halad el, több lövés dörren (a vásznon és a valóságban is), egy nézőt eltalálnak a golyók, pánik tör ki. A nézők kitódulnak, közben Fry is kijut az épületből és a Szabadság-szoborhoz veszi az irányt, ahova hajóval megy. Kane-t az FBI letartóztatja, de ő arra kéri Patriciát, hogy kövesse Fry-t, amit a lány meg is tesz. A Szabadság-szobor épületéből a lány felhívja az FBI-t, akik azt mondják neki, hogy tartóztassa ott Fry-t, amíg odaérnek. Kane-t is magukkal viszik, hogy azonosíthassa Fry-t. Patricia és Fry találkoznak a szobor fejében, ahol Patricia titkárnőnek adja ki magát, és megpróbál kérdéseket feltenni Fry-ak, hogy minél tovább marasztalja, ő azonban a következő komppal el akar menni. Azzal azonban megérkezik az FBI, ezért Fry menekülni kezd. A szobor fáklyájába megy fel, ahova egy fém létrán lehet feljutni. Revolverét elejti, amit a létra alján Kane megtalál és magához vesz. A külső kilátóban Fry és Kane szembesül egymással, Fry hátrálva kiesik a korláton, de megkapaszkodik. Kane utánamászik, hogy felhúzhassa, de Fry kabátujja elszakad, a férfi a mélybe zuhan. Kane visszamászik a kilátóba, ahol Patricia várja.

## Szereposztás
- Priscilla Lane (Orosz Helga) – Patricia Morgan modell
- Robert Cummings (Csík Csaba Krisztián) – Barry Kane
- Otto Kruger (Szokolay Ottó) – Charles Tobin
- Norman Lloyd (Bognár Zsolt) – Frank Fry
- Alma Kruger (Halász Aranka) – Mrs. Sutton, az estélyt adó hölgy
- Murray Alper (Botár Endre) – teherautó-sofőr

## Fogadtatás
A film már a bemutatásakor sikeres volt a mozipénztáraknál, annak ellenére, hogy nem a legismertebb sztárok szerepeltek benne.
Bosley Crowther, a The New York Times filmkritikusa ezt írta róla: „gyors, feszültséggel teli film, ami olyan gyorsan halad előre, hogy kevés alkalmat hagy a visszatekintésre. Ez elfedi a bukkanókat, amik a történetben vannak.” Crowther megjegyzi: „olyan sok a váratlan esemény, hogy a zűrzavarban elfelejtjük, hogy nincs logika ebben a vadkacsa-vadászatban.” Megkérdőjelezi azt is, hogy „az FBI ügyetlen tökfilkóknak való ábrázolása és a hadikikötő nemtörődöm őrsége aláássa a film egyébként hangsúlyos hazafiságát.”
A Time magazin szerint „a film 1 óra 45 perc túlfűtött patriotizmus és hősiesség a mester kezétől”; „a film művészi melodráma, ami egyúttal arra figyelmezteti az amerikaiakat, hogy külsőleg tisztességesnek látszó polgárok partizánakciókat követhetnek el a fennálló rendszer ellen.”

## Díjak, jelölések
- 2005: a filmet jelölték a Satellite Awards-on az „Outstanding Classic DVD” kategóriában több más Hitchcock-filmmel együtt („Alfred Hitchcock – The Masterpiece Collection”), de nem kapta meg a díjat

## Forgatási helyszínek
- Alabama Hills, Lone Pine, Kalifornia állam, USA
- Liberty Island, New York Harbor, New York City, New York, USA
- Radio City Music Hall – 1260 6th Avenue, Rockefeller Center, Manhattan, New York City, New York állam, USA
- Red Rock Canyon State Park – Highway 14, Cantil, Kalifornia állam, USA
- Rockefeller Center, Manhattan, New York City, New York állam, USA
- Springville, Kalifornia állam, USA (ranch jelenet)
- Universal Studios – 100 Universal City Plaza, Universal City, Kalifornia állam, USA

## Érdekesség
- A film egyik jelenetében Fry egy autóból a felborult USS Lafayette hadihajóra vet sokatmondó pillantást. Az Amerikai tengerészet tiltakozott a jelenet ellen, mert az azt sugallta, hogy a hadihajókat nem őrzik kellőképpen. A pletykák szerint a hajót a németek robbantották fel.[3] Ez 1947-ben beigazolódott, amikor Németországban egy férfi magára vállalta a robbantás elkövetését.[3]
- A film végén a szokásos „The End” helyett „Finis” íródik ki.
- Joel McCrea neve is felmerült a főszerep eljátszására, akivel Hitchcock már többször dolgozott együtt, de neki más elfoglaltsága volt.
- A cirkuszkocsiban volt egy szakállas nő körszakállal és egy női sziámi-ikerpár, aminek tagjai mindenben ellentmondanak egymásnak.

## Fordítás
- Ez a szócikk részben vagy egészben  a   Saboteur (film) című angol Wikipédia-szócikk fordításán alapul.  Az eredeti cikk szerkesztőit annak laptörténete sorolja fel. Ez a jelzés csupán a megfogalmazás eredetét és a szerzői jogokat jelzi, nem szolgál a cikkben szereplő információk forrásmegjelöléseként.